# Schizophrenia Research
Schizophrenia Research è una rivista medica sottoposta a revisione paritaria che si occupa di ricerca sulle cause, la diagnosi clinica e il trattamento della schizofrenia. È una delle riviste ufficiali della Schizophrenia International Research Society ed è stata fondata nel 1988.
Il caporedattore è Matcheri Keshavan e gli ex redattori sono Henry Nasrallah (Università di Cincinnati) e Lynn DeLisi (Harvard Medical School). Secondo la dichiarazione di intenti originale di Schizophrenia Research, la rivista mira a "riunire ricerche biologiche, cliniche e psicologiche precedentemente separate su questo disturbo e stimolare la sintesi di questi dati in ipotesi coerenti".
Secondo il Journal Citation Reports, nel 2018 la rivista ha ricevuto un fattore di impatto pari a 4,56.